# Josef Martínez
Josef Alexander Martínez Mencia (Valencia, Venezuela, 19 de mayo de 1993) es un futbolista venezolano. Juega como delantero y su equipo es el San Jose Earthquakes, de la Major League Soccer. Es internacional absoluto por la selección de Venezuela.
Debutó en el Caracas FC en el 2010, después de militar en sus inferiores. Sus buenas actuaciones le dan renombre internacional y es fichado en enero de 2012 por el BSC Young Boys. Goza de pocos minutos y es cedido al FC Thun, donde se convierte en el goleador provisional de la Super Liga Suiza. El equipo de Berna, aprovecha la situación y pide el retorno del jugador. En junio de 2014 es traspasado por 2 millones de euros al Torino F.C. de la Liga Italiana, bajo un contrato de 4 años. En 2017 es cedido al Atlanta United de la MLS con opción a compra, la cual posteriormente se haría efectiva para ser traspasado en enteridad a dicho club. En esa misma temporada integra el equipo ideal de la liga.
Fue el máximo goleador con 35 tantos y el MVP de la MLS 2018, consiguiendo a su vez el récord máximo de goles en una temporada.
El 6 de enero del 2012 recibió el Botón Samán de Naguanagua por parte de la alcaldía de su ciudad natal.

## Biografía

### Inicios
Se formó mayoritariamente en el Liceo Cirilo Alberto, ubicado en Trigal Centro, de la ciudad de Valencia. Era un niño, que aparte de ser bueno y cariñoso, tenía carácter fuerte y tendía a enfrentarse a gente más grande que él. En el año 2002, fue descubierto por su actual representante, Sebastian Cano, al haberlo observado en un partido de jóvenes de 9 años. En este encuentro, Josef marcó 5 de los 9 goles de su equipo, los tantos restantes, fueron anotados por José Miguel Reyes, actual jugador del Deportivo Táchira. A los 14 años, comenzó a jugar en el Centro Ítalo de la ciudad de Valencia. Posteriormente, fue a probar suerte en Estudiantes de La Plata, pero a pesar de contar con la aprobación de los entrenadores, necesitaba una visa de trabajo para mantenerse en Argentina. Llegó al Caracas Fútbol Club, evolucionó rápidamente y llegó al filial. Participa en la Segunda División de Venezuela 2009/10 y sale subcampeón del torneo y fue elegido mejor jugador de la temporada.

### Caracas F.C.
Sus buenas actuaciones le permitieron ascender al primer equipo, debutando en Primera División a los 17 años el 21 de agosto de 2010. Aquel día, en la tercera fecha del Torneo Apertura, ingresó en el segundo tiempo del partido y participó en la jugada que finalizó en el único gol con el que su equipo derrotó al Estudiantes de Mérida por 1-0, único tanto en ese semestre. En su primera participación del jugador en la Copa Venezuela 2010 anotó un gol ante el Monagas el 6 de octubre de 2010. Su primera anotación en una copa internacional, fue el 6 de abril de 2011 en Chile ante la Unión Española en la Copa Libertadores con solamente 17 años. En el Torneo Clausura marcó 3 goles. En su último semestre en el conjunto avileño consiguió 4 tantos antes de partir a Europa, entre ellos el gol que le dio la victoria a su equipo ante el Carabobo FC en la Jornada 7. En la Copa Venezuela 2011 hizo sólo un gol ante Deportivo Anzoategui. Dejó el Caracas FC con un total de 8 goles en la Primera División, 1 en la Copa Libertadores y 2 en Copa Venezuela.

### BSC Young Boys
El 3 de enero de 2012 el Caracas Fútbol Club anunció su fichaje por parte del BSC Young Boys de la Super Liga Suiza por un lapso de 4 años junto con su compatriota y compañero de club, el lateral derecho, Alexander González. Debutó el 5 de febrero de 2012 contra el Servette FC entrando de suplente en el minuto 18, donde el BSC Young Boys terminaría ganando 3-1. Después de los buenos partidos realizados con la selección de Venezuela, Josef salió premiado con la titularidad el 21 de octubre de 2012 contra el Grasshopper Club Zürich, en el minuto 50 recibió un centro desde la derecha que de primera remató de volea y encrustó el balón en las redes, siendo así, su primer gol en partido oficial.
Por los pocos minutos disputados en el Young Boys y la numerosa cantidad de delanteros en el equipo, Josef Martínez fue cedido el 10 de mayo al FC Thun.

### FC Thun
Debuta con su equipo en la primera jornada el 14 de julio de 2013, en la derrota ante el FC Zürich, Josef marcó el primer gol del empate. Este sería el comienzo de un magnífico semestre del jugador carabobeño. Marcaría en las dos siguientes jornadas ante el FC St. Gallen y su club Young Boys. Pasó una jornada en sequía, pero en la próxima le anotó al FC Luzern. Fue protagonista del equipo rojo, también sumó una diana en UEFA Europa League contra el rival belga KRC Genk. Logró su primer doblete en Europa el 1 de septiembre contra el Lausanne Sport. Con 8 goles en liga, el venezolano se convierte junto con Marco Streller en el líder provisional de la tabla de goleadores. Esta cifra de dianas, junto con tres asistencias, fueron suficientes para que el BSC Young Boys solicite el retorno del ariete.

### Young Boys
Las coincidencias del fútbol, situaban la vuelta de Josef Martínez con el conjunto capitalino ante su exequipo el FC Thun. Aquel 2 de febrero de 2014, los ojos de la prensa suiza y del Stade de Suisse estaban puestos sobre el venezolano. El goleador de la liga se saludaba con sus antiguos compañeros y empezaba a coger protagonismo en el encuentro. No fue hasta el comienzo del segundo tiempo que se le fue concedido un tiro libre indirecto dentro del área después de una devolución. Josef, dispararía tras un pase de Moreno Constanzo y anotaría el 1-0; el gol le sería otorgado al defensor rival quien despejó al último momento la trayectoria del balón. Salió sustituido en el minuto 80; el juego acabó con victoria de 2-1 y Martínez se dirigió hacia la barra local donde fue agradecido con aplausos. El 16 de febrero parecía ser un anuncio de una magnífica temporada y consolidación del delantero. Anota su segundo doblete de la temporada ante el mismo rival del primero, acompañado de una asistencia con tan solo 57 minutos en el campo. 5-3 acabó en victoria contra el Lausanne.
A pesar de tener un comienzo fenomenal con el equipo amarillo, Martínez amainaría sus buenas actuaciones. No anotó gol en las siguientes jornadas y su equipo finaliza en la tercera posición. Diez goles y siete asistencias terminaría siendo su registro en la temporada 2013/14 del fútbol suizo.

### Torino F.C.
El 3 de junio de 2014 el BSC Young Boys anunció el fichaje por parte del Torino Football Club de la Serie A por cuatro temporadas. El conjunto italiano estaba dispuesto a hacerse con los servicios del jugador durante el mercado de invierno, pero el Young Boys prefería esperar el fin de la temporada. El jugador vendría siendo el recambio natural del delantero Ciro Immobile quien recaló en el Borussia Dortmund alemán. El valenciano anotó su primer gol en un partido amistoso ante el Bormiese, ganando con un resultado de 15-0. El criollo marcó un tanto en el minúto 31 y fue sustituido en la primera mitad.
El 7 de agosto anota su primer gol oficial con el uniforme granate del Torino, al marcar en la Liga Europea de la UEFA 2014-15 frente al IF Brommapojkarna de Suecia, tras un cabezazo en los últimos minutos del compromiso. De esta manera, Martínez se convirtió en el primer venezolano en marcar goles en UEFA Europa League con dos camisas diferentes, luego sería igualado por José Salomón Rondón. Josef no sería muy tomado en cuenta durante la primera parte de la temporada, era ingresado en los últimos minutos de los encuentros correspondientes o incluso llegaba a quedarse en el banquillo. Las oportunidades solo le llegaban en el torneo continental, donde sería alineado como titular. Sus buenas intervenciones, entre estas un doblete ante el FC Copenhague, permitieron que Josef alcanzase la titularidad y lograse marcar goles contra el US Palermo y el Hellas Verona en el campeonato local. Sin embargo, la llegada del ariete argentino Maxi López al final del mercado de invierno, produjo la mengua de minutos del venezolano en cancha. Fue eliminado de la Europa League en octavos de final, por medio del equipo de su compatriota Salomón Rondón, FC Zenit de San Petersburgo. Posteriormente, fue el habitual sustituto del exjugador del FC Barcelona, Maxi López, o de Fabio Quagliarella.
La temporada de la Serie A 2014/15 Josef Martínez concluyó su participación en Torino la temporada a lo grande, ya que contribuyó marcando después de casi cuatro meses sin poder hacerlo y abriendo el camino para que el cuadro de Turín goleara 5-0 al Cesena, en la trigésimo octava fecha de la competición, resultado que dejó a su club en la novena posición con 54 puntos, por encima de un equipo tradicional como el A. C. Milan. Martínez apareció en el 10’ de cabeza para mostrarle el camino a los suyos, que luego terminaron “hinchándole la cara” al Cesena con los goles del argentino Maxi López en el 16’ y 70’, además del italiano Marco Benassi en el 31’ y su compatriota Emiliano Moretti en el 49’. Así, el Toro cerró su participación con 14 victorias, 12 empates e igual cantidad de reveses, marcando 48 goles y encajando 45, con una diferencia a favor de +3. El criollo cuajó un gran año en suelo turinés, la que representaba su quinta campaña en el exterior desde su llegada en el 2011 al BSC Young Boys de la Súper Liga Suiza y tras jugar en ese club y el Thun logró recalar al Calcio, donde en su estreno había logrado superar con creces sus registros de una temporada, logrando la mayor cantidad de partidos jugados con 26 (su tope era 18), titularidades con 20 (16) y minutos con 1552 (1306). Además cerró el año con 3 goles en liga. Pero su participación en el FC Torino fue más allá, pues en competencia europea también se destacó, marcando tres anotaciones más y otra en Copa de Italia; por lo que en total se quedó con 7 tantos en 40 duelos, 28 de ellos desde el inicio, en 2210 minutos de acción.

### Atlanta United
Debido a la poca acción vista durante las últimas temporadas el jugador decide salir del club. El 2 de febrero de 2017 se anuncia de forma oficial su traspaso en calidad de préstamo, como jugador designado al Atlanta United Football Club de la Major League Soccer. El club confirma igualmente que existe una opción de compra que podría hacer efectiva por el jugador.
Inicia su temporada anotando 5 goles en 2 partidos igualando un récord establecido por Carlos El pescadito Ruiz, siendo notable su debut frente al Minnesota United Football Club en el que anota un hattrick, el primero de su carrera en clubes.
El 21 de marzo de 2017 el departamento de prensa del equipo anuncia que hizo efectiva la opción de compra por el jugador, que estaría ligando al mismo con un contrato multianual. El 13 de septiembre, marcó su segundo hattrick de la temporada, y el primero que hace en la primera parte del juego, hecho que destacó en una goleada histórica 7-0 de local ante el New England Revolution. Para la siguiente fecha continua con una sorprendente racha goleadora a partir de la cual marca un nuevo hattrick frente al Orlando City Soccer Club. Sería el segundo partido jugado de local en el nuevo estadio de su equipo el Mercedes-Benz Stadium; partido en el cual curiosamente se rompería el récord histórico de asistencia máxima en temporada regular de la MLS con 70.425 espectadores.
El 17 de marzo de 2018 marca su primer triplete de la temporada con el club en la goleada 4 a 1 sobre Vancouver Whitecaps. El 2 de junio marca los tres goles en la victoria 3 por 1 sobre Philadelphia Union siendo la figura del encuentro. El 22 de julio marca su sexto hat-trick en la temporada haciendo récord en la MLS, lo haría en la victoria 3 a 1 sobre DC United. Terminó la temporada con 36 goles en 40 partidos.
En la temporada 2019 de la MLS continua con su gran registro goleador, alcanzando los 33 goles en 39 partidos., llegando con su equipo a las semifinales del torneo norteamericano.
En la primera jornada de la temporada 2020 desafortunadamente sufre una lesión en el ligamento cruzado anterior de la rodilla derecho, lo que lo lleva a perderse todo el año. Después de más de un año de lesión, el 6 de abril de 2021 regresa a las canchas, entrando al minuto 67 en un partido correspondiente a la ConcaChampions 2021.
En el paso por este club, se convirtió en el jugador que más rápido llegó a los 100 goles en la historia de la MLS (fase regular y playoffs) en solo 136 partidos, siendo el récord anterior pertenencia de Bradley Wright-Phillips, quien llegó a los 100 tantos en un total de 160 cotejos. Martínez también ayudó al club a ganar cuatro trofeos: campeonato de la Conferencia Este (2018), la Copa MLS (2018), la Campeones Cup 2019 y el Lamar Hunt U.S. Open Cup 2019.

### Inter de Miami
Luego de seis temporadas con Atlanta United, el goleador venezolano fue fichado por Inter de Miami en enero del 2023 previo a la cuarta temporada del Club en la liga, con la misión de reforzar la ofensiva del equipo, luego del retiro de Gonzalo Higuaín a fines de 2022.
Sin embargo, la permanencia de Martínez en el equipo fue cuestionada, ya que Luton Town, recientemente ascendido a la Premier League inglesa, quería sumarlo a sus filas. La dirigencia de Inter valoró al venezolano en 10 millones de dólares para habilitar su salida. Sin embargo, según el diario británico The Sun, el arribo de Messi sería un anzuelo lo suficientemente poderoso para mantener al atacante en suelo estadounidense. Con el transcurrir de las semanas, ambos futbolistas se acoplarían en los entrenamientos como compañeros de equipo.
Ya en este club, logró entrar al top 10 de máximos goleadores en el fútbol estadounidense con 102 tantos en mayo de 2023, igualando posteriormente a Dwayne De Rosario en la posición #9 con 104 tantos.

## Selección nacional

### Selección sub-20
Fue convocado para el Campeonato Sudamericano Sub-20 de 2011 disputado en Perú cuando tenía 17 años. Debutó en el torneo en la primera jornada contra la selección de Uruguay, el 19 de enero al entrar en el minuto 77 por Alexander González para ser amonestado al minuto siguiente. Cuando su equipo estaba quedando eliminado en la última fecha de la fase de grupos al perder 2-1 ante Chile, fue ingresado al terreno de juego al minuto 75 por el defensor Jackson Clavijo sin embargo, diez minutos después, le encajan el tercer gol.
Josef Martínez pudo ser convocado para el Campeonato Sudamericano de Fútbol Sub-20 de 2013 debido a la poca actividad que tenía con el Young Boys. Fue nombrado como capitán del torneo. En la jornada inicial, disputada el 12 de enero, logra marcar en el minuto 29 el único gol del partido después de un disparo con su pierna zurda ante la selección de Ecuador. Al perder los siguientes partidos de la fase de grupos, Venezuela se veía obligada a ganar en la última jornada contra Uruguay, en donde Josef falló un penalti en el minuto 14, que, a los seis minutos después, fue compensado por él mismo al anotar de cabeza. Sin embargo, el partido terminó con empate de 2-2 que no le sirvió a La Vinotinto para clasificar al hexagonal.

#### Participaciones internacionales
| Competición                 | Sede      | Resultado    | Partidos | Goles |
| --------------------------- | --------- | ------------ | -------- | ----- |
| Sudamericano Sub-20 de 2011 | Perú      | Primera fase | 0        | 0     |
| Sudamericano Sub-20 de 2013 | Argentina | Primera fase | 4        | 1     |

### Selección mayor
Debutó con la selección nacional el 7 de agosto de 2011 en el estadio Robert F. Kennedy en Washington, en la derrota ante El Salvador 2-1. En dicho partido, Josef entró a finales del segundo tiempo e influyó en el primer gol salvadoreño, al rozar con la cabeza un tiro libre del rival. Tres días después, entró en el segundo tiempo del partido ante Honduras, donde cayó el conjunto venezolano 2 a 0. El 22 de diciembre de 2011, disputó su tercer partido con La Vinotinto ante la selección de fútbol de Costa Rica en un amistoso celebrado en el Estadio Metropolitano de Barquisimeto, el cual perdió 0 a 2. También obtuvo minutos el 16 de agosto de 2012 ante Japón, partido jugado en tierras niponas con resultado de 1-1, Josef Martínez dio el pase de gol a Miku.
El 11 de septiembre de 2012, debutó en una eliminatoria mundialista y como titular, jugando un extraordinario partido, ante la selección de Paraguay, en Asunción, por la octava fecha de las Eliminatorias hacia el Mundial Brasil 2014. Se le vio muy bien con jugadas desequilibrantes, a lo que los defensas paraguayos sufrieron para detenerle. Debido a su destacada participación ante Paraguay, acompañó por segunda vez a Salomón Rondón contra Ecuador en Eliminatorias.
El 22 de mayo de 2013 anota ante El Salvador su primer tanto con la selección tras un penalti provocado y cometido por él en el Estadio Metropolitano de Mérida. Marca su segundo gol el 14 de agosto de 2013 ante Bolivia en el Polideportivo Pueblo Nuevo de San Cristóbal, partido que terminó empatado a 2 goles. Vuelve al registro goleador vinotinto el 31 de marzo de 2015 contra su similar de Perú, tras una asistencia de José Salomón Rondón, marcando así, el único tanto del encuentro en el Lockhart Stadium.
El 26 de septiembre de 2019, el jugador anunció su paso al costado temporal de la vinotinto por diferencias con el entrenador Rafael Dudamel.
Con la llegada del nuevo técnico de La Vinotinto José Peseiro, Josef comunicó que tras llamadas con el DT, sería un honor para él volver a vestir la camisa de la selección nacional. Luego de la renuncia del técnico portugués, el entrenador argentino José Pekerman, asumió el cargo de la selección venezolana, donde Josef fue pieza importante del equipo, anotando goles y asistiendo en los partidos que disputó.
En 2023, mostró interés por volver a jugar con la selección, siendo convocado en marzo para el debut del entrenador argentino Fernando Batista en la Selección de Venezuela ante Arabia Saudita, anotando un gol en este partido. Para los amistosos de septiembre también sería convocado.

#### Participaciones en Eliminatorias al Mundial
| Eliminatorias                 | Resultado | Partidos | Goles |
| ----------------------------- | --------- | -------- | ----- |
| Eliminatorias Mundial de 2014 | 6º lugar  | 6        | 0     |
| Eliminatorias Mundial de 2018 | 10º lugar | 15       | 5     |

#### Participaciones en Copa América
| Competición       | Sede           | Resultado        | Partidos | Goles |
| ----------------- | -------------- | ---------------- | -------- | ----- |
| Copa América 2015 | Chile          | Primera fase     | 2        | 0     |
| Copa América 2016 | Estados Unidos | Cuartos de final | 4        | 1     |
| Copa América 2019 | Brasil         | Cuartos de final | 3        | 1     |

#### Goles internacionales
| #   | Fecha                   | Lugar                                             | Rival       | Gol | Resultado | Competición              |
| --- | ----------------------- | ------------------------------------------------- | ----------- | --- | --------- | ------------------------ |
| 1.  | 22 de mayo de 2013      | Metropolitano de Mérida, Mérida, Venezuela        | El Salvador | 2–1 | 3-2       | Amistoso                 |
| 2.  | 14 de agosto de 2013    | Pueblo Nuevo, San Cristóbal, Venezuela            | Bolivia     | 1–0 | 2–2       | Amistoso                 |
| 3.  | 31 de marzo de 2015     | Lockhart Stadium, Fort Lauderdale, Estados Unidos | Perú        | 1–0 | 1–0       | Amistoso                 |
| 4.  | 17 de noviembre de 2015 | Estadio Cachamay, Puerto Ordaz, Venezuela         | Ecuador     | 1–3 | 1–3       | Eliminatorias 2018       |
| --  | 20 de mayo de 2016      | Estadio de Riazor, La Coruña, España              | Galicia     | 1–1 | 1–1       | Amistoso no oficial      |
| 5.  | 5 de junio de 2016      | Soldier Field, Chicago, Estados Unidos            | Jamaica     | 1–0 | 1–0       | Copa América Centenario  |
| 6.  | 6 de septiembre de 2016 | Metropolitano de Mérida, Mérida, Venezuela        | Argentina   | 2-0 | 2-2       | Eliminatorias 2018       |
| 7.  | 10 de noviembre de 2016 | Estadio Monumental de Maturín, Maturín, Venezuela | Bolivia     | 2–0 | 5–0       | Eliminatorias 2018       |
| 8.  | 10 de noviembre de 2016 | Estadio Monumental de Maturín, Maturín, Venezuela | Bolivia     | 3–0 | 5–0       | Eliminatorias 2018       |
| 9.  | 10 de noviembre de 2016 | Estadio Monumental de Maturín, Maturín, Venezuela | Bolivia     | 4–0 | 5–0       | Eliminatorias 2018       |
| 10. | 22 de marzo de 2019     | Wanda Metropolitano, Madrid, España               | Argentina   | 3–1 | 3–1       | Amistoso                 |
| 11. | 22 de junio de 2019     | Estadio Mineirão, Belo Horizonte, Brasil          | Bolivia     | 1–3 | 1–3       | Copa América Brasil 2019 |
| 12. | 1 de febrero de 2022    | Estadio Centenario, Montevideo, Uruguay           | Uruguay     | 4–1 | 4–1       | Eliminatorias 2022       |

## Estadísticas

### Clubes
Actualizado de acuerdo al último partido jugado el 26 de julio de 2025.
| Club                                | Div.          | Temporada     | Liga  | Liga  | Liga   | Copas nacionales | Copas nacionales | Copas nacionales | Torneos internacionales | Torneos internacionales | Torneos internacionales | Total | Total | Total  | Media goleadora |
| Club                                | Div.          | Temporada     | Part. | Goles | Asist. | Part.            | Goles            | Asist.           | Part.                   | Goles                   | Asist.                  | Part. | Goles | Asist. | Media goleadora |
| ----------------------------------- | ------------- | ------------- | ----- | ----- | ------ | ---------------- | ---------------- | ---------------- | ----------------------- | ----------------------- | ----------------------- | ----- | ----- | ------ | --------------- |
| Caracas F. C. Venezuela             | 1.ª           | 2010-11       | 21    | 4     | 2      | —                | —                | —                | 7                       | 1                       | 1                       | 28    | 5     | 3      | 0.18            |
| Caracas F. C. Venezuela             | 1.ª           | 2011-12       | 15    | 4     | 2      | —                | —                | —                | —                       | —                       | —                       | 15    | 4     | 2      | 0.27            |
| Caracas F. C. Venezuela             | Total club    | Total club    | 36    | 8     | 4      | 0                | 0                | 0                | 7                       | 1                       | 1                       | 43    | 9     | 5      | 0.21            |
| Young Boys Suiza                    | 1.ª           | 2011-12       | 11    | 0     | 1      | —                | —                | —                | —                       | —                       | —                       | 11    | 0     | 1      | 0.00            |
| Young Boys Suiza                    | 1.ª           | 2012-13       | 8     | 1     | 1      | 1                | 0                | 0                | —                       | —                       | —                       | 9     | 1     | 1      | 0.11            |
| Young Boys Suiza                    | 1.ª           | 2013-14       | 18    | 2     | 4      | —                | —                | —                | —                       | —                       | —                       | 18    | 2     | 4      | 0.11            |
| Young Boys Suiza                    | Total club    | Total club    | 37    | 3     | 6      | 1                | 0                | 0                | 0                       | 0                       | 0                       | 38    | 3     | 6      | 0.08            |
| F. C. Thun Suiza                    | 1.ª           | 2013-14       | 18    | 8     | 3      | 3                | 1                | 0                | 11                      | 1                       | 0                       | 32    | 10    | 3      | 0.31            |
| F. C. Thun Suiza                    | Total club    | Total club    | 18    | 8     | 3      | 3                | 1                | 0                | 11                      | 1                       | 0                       | 32    | 10    | 3      | 0.31            |
| Torino F. C. Italia                 | 1.ª           | 2014-15       | 26    | 3     | 3      | 1                | 1                | 0                | 13                      | 3                       | 0                       | 40    | 7     | 3      | 0.17            |
| Torino F. C. Italia                 | 1.ª           | 2015-16       | 21    | 3     | 1      | 2                | 1                | 2                | —                       | —                       | —                       | 23    | 4     | 3      | 0.17            |
| Torino F. C. Italia                 | 1.ª           | 2016-17       | 11    | 1     | 0      | 2                | 1                | 0                | —                       | —                       | —                       | 13    | 2     | 0      | 0.15            |
| Torino F. C. Italia                 | Total club    | Total club    | 58    | 7     | 4      | 5                | 3                | 2                | 13                      | 3                       | 0                       | 76    | 13    | 6      | 0.17            |
| Atlanta United F. C. Estados Unidos | 1.ª           | 2017          | 21    | 19    | 1      | 1                | 1                | 0                | —                       | —                       | —                       | 22    | 20    | 1      | 0.91            |
| Atlanta United F. C. Estados Unidos | 1.ª           | 2018          | 39    | 35    | 6      | —                | —                | —                | —                       | —                       | —                       | 39    | 35    | 6      | 0.90            |
| Atlanta United F. C. Estados Unidos | 1.ª           | 2019          | 32    | 28    | 3      | 2                | 1                | 0                | 4                       | 3                       | 0                       | 38    | 32    | 3      | 0.84            |
| Atlanta United F. C. Estados Unidos | 1.ª           | 2020          | 1     | 0     | 0      | —                | —                | —                | 2                       | 2                       | 2                       | 3     | 2     | 2      | 0.67            |
| Atlanta United F. C. Estados Unidos | 1.ª           | 2021          | 25    | 12    | 1      | —                | —                | —                | 4                       | 0                       | 0                       | 29    | 12    | 1      | 0.41            |
| Atlanta United F. C. Estados Unidos | 1.ª           | 2022          | 26    | 9     | 4      | —                | —                | —                | —                       | —                       | —                       | 26    | 9     | 4      | 0.35            |
| Atlanta United F. C. Estados Unidos | Total club    | Total club    | 144   | 103   | 15     | 3                | 2                | 0                | 10                      | 5                       | 2                       | 157   | 110   | 17     | 0.70            |
| Inter de Miami Estados Unidos       | 1.ª           | 2023          | 27    | 7     | 1      | 6                | 2                | 0                | 7                       | 3                       | 2                       | 40    | 12    | 3      | 0.30            |
| Inter de Miami Estados Unidos       | Total club    | Total club    | 27    | 7     | 1      | 6                | 2                | 0                | 7                       | 3                       | 3                       | 40    | 12    | 3      | 0.30            |
| C. F. Montréal · Canadá             | 1.ª           | 2024          | 24    | 13    | 3      | —                | —                | —                | 2                       | 1                       | 0                       | 26    | 14    | 3      | 0.54            |
| C. F. Montréal · Canadá             | Total club    | Total club    | 24    | 13    | 3      | 0                | 0                | 0                | 2                       | 1                       | 0                       | 26    | 14    | 3      | 0.54            |
| San Jose Earthquakes Estados Unidos | 1.ª           | 2025          | 21    | 10    | 2      | 1                | 0                | 0                | —                       | —                       | —                       | 22    | 10    | 2      | 0.45            |
| San Jose Earthquakes Estados Unidos | Total club    | Total club    | 21    | 10    | 2      | 1                | 0                | 0                | 0                       | 0                       | 0                       | 22    | 10    | 2      | 0.45            |
| Total carrera                       | Total carrera | Total carrera | 365   | 159   | 38     | 19               | 8                | 2                | 50                      | 14                      | 5                       | 434   | 181   | 45     | 0.42            |
| 1. 2. 3.                            |               |               |       |       |        |                  |                  |                  |                         |                         |                         |       |       |        |                 |

### Selección nacional
Actualizado de acuerdo al último partido jugado el 7 de junio de 2025.
| Selección            | Año             | Amistosos | Amistosos | Amistosos | Eliminatorias | Eliminatorias | Eliminatorias | Continental | Continental | Continental | Mundial | Mundial | Mundial | Total | Total | Total  | Media goleadora |
| Selección            | Año             | Part.     | Goles     | Asist.    | Part.         | Goles         | Asist.        | Part.       | Goles       | Asist.      | Part.   | Goles   | Asist.  | Part. | Goles | Asist. | Media goleadora |
| -------------------- | --------------- | --------- | --------- | --------- | ------------- | ------------- | ------------- | ----------- | ----------- | ----------- | ------- | ------- | ------- | ----- | ----- | ------ | --------------- |
| Absoluta · Venezuela | 2011            | 3         | 0         | 0         | —             | —             | —             | —           | —           | —           | —       | —       | —       | 3     | 0     | 0      | 0.00            |
| Absoluta · Venezuela | 2012            | 1         | 0         | 1         | 2             | 0             | 1             | —           | —           | —           | —       | —       | —       | 3     | 0     | 2      | 0.00            |
| Absoluta · Venezuela | 2013            | 2         | 2         | 0         | 4             | 0             | 0             | —           | —           | —           | —       | —       | —       | 6     | 2     | 0      | 0.33            |
| Absoluta · Venezuela | 2014            | 3         | 0         | 0         | —             | —             | —             | —           | —           | —           | —       | —       | —       | 3     | 0     | 0      | 0.00            |
| Absoluta · Venezuela | 2015            | 3         | 1         | 0         | 2             | 1             | 0             | 2           | 0           | 0           | —       | —       | —       | 7     | 2     | 0      | 0.29            |
| Absoluta · Venezuela | 2016            | 3         | 0         | 1         | 8             | 4             | 0             | 4           | 1           | 0           | —       | —       | —       | 15    | 5     | 1      | 0.33            |
| Absoluta · Venezuela | 2017            | —         | —         | —         | 5             | 0             | 0             | —           | —           | —           | —       | —       | —       | 5     | 0     | 0      | 0.00            |
| Absoluta · Venezuela | 2018            | 3         | 0         | 0         | —             | —             | —             | —           | —           | —           | —       | —       | —       | 6     | 1     | 0      | 0.17            |
| Absoluta · Venezuela | 2019            | 3         | 1         | 0         | —             | —             | —             | 3           | 1           | 0           | —       | —       | —       | 3     | 1     | 0      | 0.33            |
| Absoluta · Venezuela | 2021            | —         | —         | —         | 4             | 0             | 0             | —           | —           | —           | —       | —       | —       | 4     | 0     | 0      | 0.00            |
| Absoluta · Venezuela | 2022            | 2         | 1         | 0         | 3             | 1             | 0             | —           | —           | —           | —       | —       | —       | 5     | 2     | 0      | 0.40            |
| Absoluta · Venezuela | 2023            | 3         | 1         | 0         | 3             | 0             | 0             | —           | —           | —           | —       | —       | —       | 6     | 1     | 0      | 0.17            |
| Absoluta · Venezuela | 2025            | —         | —         | —         | 2             | 0             | 0             | —           | —           | —           | —       | —       | —       | 2     | 0     | 0      | 0.00            |
| Total selección      | Total selección | 26        | 6         | 2         | 33            | 6             | 1             | 9           | 2           | 0           | 0       | 0       | 0       | 68    | 14    | 3      | 0.21            |
| 1. 2.                |                 |           |           |           |               |               |               |             |             |             |         |         |         |       |       |        |                 |

### Resumen estadístico
| Torneo                  | Part. | Goles | Asist. |
| ----------------------- | ----- | ----- | ------ |
| Liga                    | 365   | 159   | 38     |
| Copas nacionales        | 19    | 8     | 2      |
| Torneos internacionales | 50    | 14    | 5      |
| Selección absoluta      | 68    | 14    | 3      |
| Total                   | 502   | 195   | 48     |

### Hat-tricks
| 1 | 10 de noviembre de 2016  | Estadio Monumental de Maturín, Maturín | Venezuela - Bolivia                     |  | 5 - 0 | Eliminatorias 2018 |
| 2 | 12 de marzo de 2017      | TCF Bank Stadium, Minnesota            | Minnesota United FC - Atlanta United    |  | 1 - 6 | MLS 2017           |
| 3 | 13 de septiembre de 2017 | Mercedes-Benz Stadium, Atlanta         | Atlanta United - New England Revolution |  | 7 - 0 | MLS 2017           |
| 4 | 16 de septiembre de 2017 | Mercedes-Benz Stadium, Atlanta         | Atlanta United - Orlando City           |  | 3 - 3 | MLS 2017           |
| 5 | 17 de marzo de 2018      | Mercedes-Benz Stadium, Atlanta         | Atlanta United - Vancouver Whitecaps    |  | 4 - 1 | MLS 2018           |
| 6 | 2 de junio de 2018       | Mercedes-Benz Stadium, Atlanta         | Atlanta United - Philadelphia Union     |  | 3 - 1 | MLS 2018           |
| 7 | 22 de julio de 2018      | Mercedes-Benz Stadium, Atlanta         | Atlanta United - DC United              |  | 3 - 1 | MLS 2018           |

## Palmarés

### Títulos nacionales
| Título                   | Club           | Año  |
| ------------------------ | -------------- | ---- |
| Conference Cup           | Atlanta United | 2018 |
| MLS Cup                  | Atlanta United | 2018 |
| Lamar Hunt U.S. Open Cup | Atlanta United | 2019 |

### Títulos internacionales
| Título        | Club           | Año  |
| ------------- | -------------- | ---- |
| Campeones Cup | Atlanta United | 2019 |
| Leagues Cup   | Inter de Miami | 2023 |

### Distinciones individuales
| Distinción                                               | Año     |
| -------------------------------------------------------- | ------- |
| Mejor jugador de la Segunda División Venezolana          | 2009/10 |
| Jugador del Mes de marzo de la MLS                       | 2017    |
| Jugador de la Semana 2 y 28 de la MLS                    | 2017    |
| Gol de la Semana 3 de la MLS                             | 2017    |
| Equipo de la Semana 2, 3, 19 y 28 de la MLS              | 2017    |
| Equipo del Año de la MLS                                 | 2017    |
| Convocado al Juego de la Estrellas de la MLS             | 2018    |
| Jugador más Valioso del Juego de las Estrellas de la MLS | 2018    |
| Máximo goleador histórico en una temporada de la MLS     | 2018    |
| Jugador del Mes de julio de la MLS                       | 2018    |
| Jugador de la Semana 3, 14, 21, 22, 23 y 26 de la MLS    | 2018    |
| Gol de la Semana 3, 15 y 26 de la MLS                    | 2018    |
| Equipo de la Semana 3, 14, 21 y 26 de la MLS             | 2018    |
| Jugador Más Valioso de la Major League Soccer MLS        | 2018    |
| Bota de Oro de la Major League Soccer MLS                | 2018    |